# Tercera Federación (Frauenfußball)
Die Tercera Federación de Fútbol Femenino, meist nur Tercera Federación, ist die vierthöchste Spielklasse im spanischen Frauenfußball. Sie wird seit 2019 ausgetragen. Es handelt sich um die niedrigste Liga die noch vom spanischen Fußballverband organisiert wird, während die darunterliegenden Spielklassen, die Divisiones Regionales, den Verbänden der Autonomen Gemeinschaften unterstehen.

## Geschichte

### Primera División Nacional
Die Bezeichnung Primera División Nacional ging ursprünglich auf die im Jahr 2001 gegründete zweite Spielklasse zurück, die diesen Namen bis 2011 tragen sollte, als sie in Segunda División umbenannt wurde. Die in diesem Artikel behandelte Primera Nacional hingegen wurde 2019 als dritte Spielklasse ins Leben gerufen. In diesem Jahr fand eine Umstrukturierung des Ligasystems im spanischen Frauenfußball statt, die zweite Spielklasse, die bis dahin in sieben Gruppen gegliedert und mit 94 teilnehmenden Mannschaften ausgetragen wurde, reduzierte sich auf nunmehr zwei Gruppen (Nord und Süd) zu jeweils 16 Mannschaften. Darunter wurde nun erstmals eine spanienweit vom Fußballverband organisierte dritte Spielklasse gegründet die, ähnlich wie zuvor die Segunda División, in sieben nach regionaler Nähe zusammengestellte Gruppen und über 90 Teilnehmern bestand.
Eine weitere Reform fand vor der Saison 2022/23 statt. Die zweite Spielklasse wurde fortan in nur einer Gruppe bestehend aus 16 Mannschaften als Rundenturnier mit Hin- und Rückspiel ausgetragen. Dafür wurde unter dem Namen Segunda Federación eine neue dritte Spielklasse ins Leben gerufen an der 32 Teams in zwei Gruppen teilnahmen. Die Primera Nacional war fortan die vierte Division im spanischen Frauenfußball und wurde in sechs Gruppen zu je 16 Mannschaften ausgetragen.

### Tercera Federación
Zur Saison 2023/24 erfolgte, analog zu den unmittelbar höher liegenden Spielklassen und den vom spanischen Verband organisierten Ligen der Männer, die Umbenennung der Liga in Tercera Federación de Fútbol Femenino, der Modus veränderte sich nicht. Zur Saison 2025/26 wurde die Tercera Federación vom spanischen Verband stark erweitert, 216 Mannschaften bestreiten die Spielklasse fortan in 18 nach regionaler Nähe zusammengestellten Gruppen zu je 12 Teams.

## Modus
An der Tercera Federación nehmen 216 Mannschaften in 18 nach regionaler Nähe zusammengestellten Gruppen zu je 12 Teams teil. In jeder Gruppe wird ein Rundenturnier mit Hin- und Rückspiel ausgetragen, wodurch insgesamt 22 Spieltage stattfinden. Die Sieger jeder Gruppe sowie die Mannschaften auf den Plätzen zwei bis fünf bestreiten Playoffs, aus denen letztlich die neun Aufsteiger in die Segunda Federación ermittelt werden.

## Chronologie der Aufsteiger
| Saison    | Aufsteiger in die zweite Spielklasse |
| --------- | --- |
| 2019/20   | UD Aldaia, FC Joventut Almassora, Espanyol Barcelona B, FF La Solana |
| 2020/21   | Betis Sevilla B, FC Elche, FC Levante Las Planas, CD Pradejón |
| Saison    | Aufsteiger in die dritte Spielklasse |
| 2021/22 1 | CFF Albacete, Athletic Bilbao C, Balears FC, CD Badajoz, Bizkerre FT, CP Cacereño B, Espanyol Barcelona B, CE Europa, CD Getafe Femenino, UD Levante B, FC Málaga, CA Osasuna B, CF Peluquería Mixta Friol, Real Madrid B, Sárdoma CF, Fundación CDT, Torrelodones CF, CF Unión Viera, FC Valencia B, Viajes InterRías FF |
| 2022/23   | FC Elche, CD Guiniguada Apolinario, SD Huesca, Atlético Madrid C, Real Sociedad B, Sporting Gijón |
| 2023/24   | Real Avilés, UE Cornellà, SD Eibar B, Olympia Las Rozas, CD Orientación Marítima, FC Pozuelo de Alarcón |
| 2024/25   | SE AEM Lleida B, CD Argual, FC Levante Badalona B, Real Betis B, Bizkerre FT, Burgos CF, As Celtas, Deportivo La Coruña B, Espanyol Barcelona B, Fundación CDT B, Futbolellas CFF, FC Granada B, Dinamo Guadalajara, Olímpico de León, CD Samper, Sportextremadura CD                                                     |